# Улитин, Василий Иванович
Васи́лий Ива́нович Ули́тин — российский и советский фотохудожник, мастер пикторальной фотографии.

## Биография
Родился в 1888 году в Серпухове. Детское увлечение живописью и фотографией приводит Улитина в ученики сначала серпуховского художника Ващенко, а затем — в студию художника Н. Григорьева, где проходят занятия рисунками, живописью, изучение основ композиции.
После окончания школы начинается московский период жизни будущего фотографа. Улитин заканчивает училища: коммерческое и химико-технологическое; в 1909—1911 годах успевает поработать в цинкографии Сытина, в 1911—1915 Годах — в ателье Фишера, где приобретает профессию фотографа-портретиста. Затем приступает к самостоятельной деятельности, выступает учредителем Первого Всероссийского общества фотографов-профессионалов, наряду с такими известными фотографами, как Грибов М. И., Павлов М. П., Николай И. Свищев-Паола (1874—1964), Трунов Г. Г.
С 1917 года — член Союза фотографов (с 31 марта 1927 года — Всероссийское общество фотографов), где занимается культурно-просветительской деятельностью. С 1918 года — педагог Петроградского фотоинститута. Один из основателей, член редколлегии и активный автор открытого в 1926 году журнала «Фотограф». В 1927 году проводит выставку работ «Север — Мурман».
В двадцатых годах XX века Улитин принимает активное участие в международных выставках в Москве, Италии, Франции, Японии, Нидерландах, где получает ряд золотых наград. C 1931 года занимается преподаванием в Московском полиграфическом институте, где также проводит эксперименты в областях технологий трёхцветной позитивной печати и съёмочной техники.
В 1935 году проводится известная выставка, в которой приняли участие Сергей Кузьмич Иванов-Аллилуев (1891—1979), Юрий Петрович Еремин (1881—1948), Александр Данилович Гринберг (1885—1979), Николай Платонович Андреев (1882—1947), Василий Иванович Улитин. Работы художников отмечаются грамотами. Однако в журнале «Советское фото» началась критика «любования остатками дореволюционной культуры дворянских усадеб и архитектуры старой Москвы» и «изображения никому не нужных сюжетов сельской жизни в период социалистического переустройства деревни». В 1942 году был запущен политический процесс против Улитина, где он был обвинен в клевете на советскую власть. Результатом стали 10 лет лагерей заменённые впоследствии на ссылку в город Балахну Горьковской области на 15 лет без права жительства в режимных городах.
В Москву художник возвратился в 1950-х годах и активным творчеством уже не занимался. Скончался в 1976 году.

## Личная жизнь
Отец — Иван Улитин.